# Bolleville, Seine-Maritime

Bolleville este o comună în departamentul Seine-Maritime, Franța. În 1 ianuarie 2022 avea o populație de 590 de locuitori.